# Tribunal Supremo de Suecia
El Tribunal Supremo de Suecia (sueco: Högsta domstolen, abreviado HD) es el tribunal supremo y la tercera y última instancia en todos los casos civiles y criminales en Suecia. Antes de que un caso pueda ser juzgado por el Tribunal Supremo, tiene que obtenerse una apelación, y con pocas excepciones, la apelación puede ser concedida sólo cuando el caso es de interés como precedente. El Tribunal Supremo consta de 16 Consejeros de justicia (sueco: en sueco: justitieråd) que son nombrados por el gobierno, pero el tribunal como institución es independiente del Riksdag, y el Gobierno no puede interferir en las decisiones del tribunal.

## Historia
La Corte Suprema de Suecia fue fundada por el rey Gustavo III en 1789.